# Musée naval de Balaklava
La base de sous-marins de Balaklava est un complexe de bunkers de la guerre froide, situé à Balaklava, en Crimée.
Le projet objet 825 GTS a été construit de  1953 à 1961 et la base a été abandonnée en 1993. Elle fut pillée pour son métal, en autre choses, jusqu'en 2003, date à laquelle il devint un musée. La 14e division sous-marine de la flotte de la mer Noire y avait sa base à l'époque soviétique.

## Présenté en images

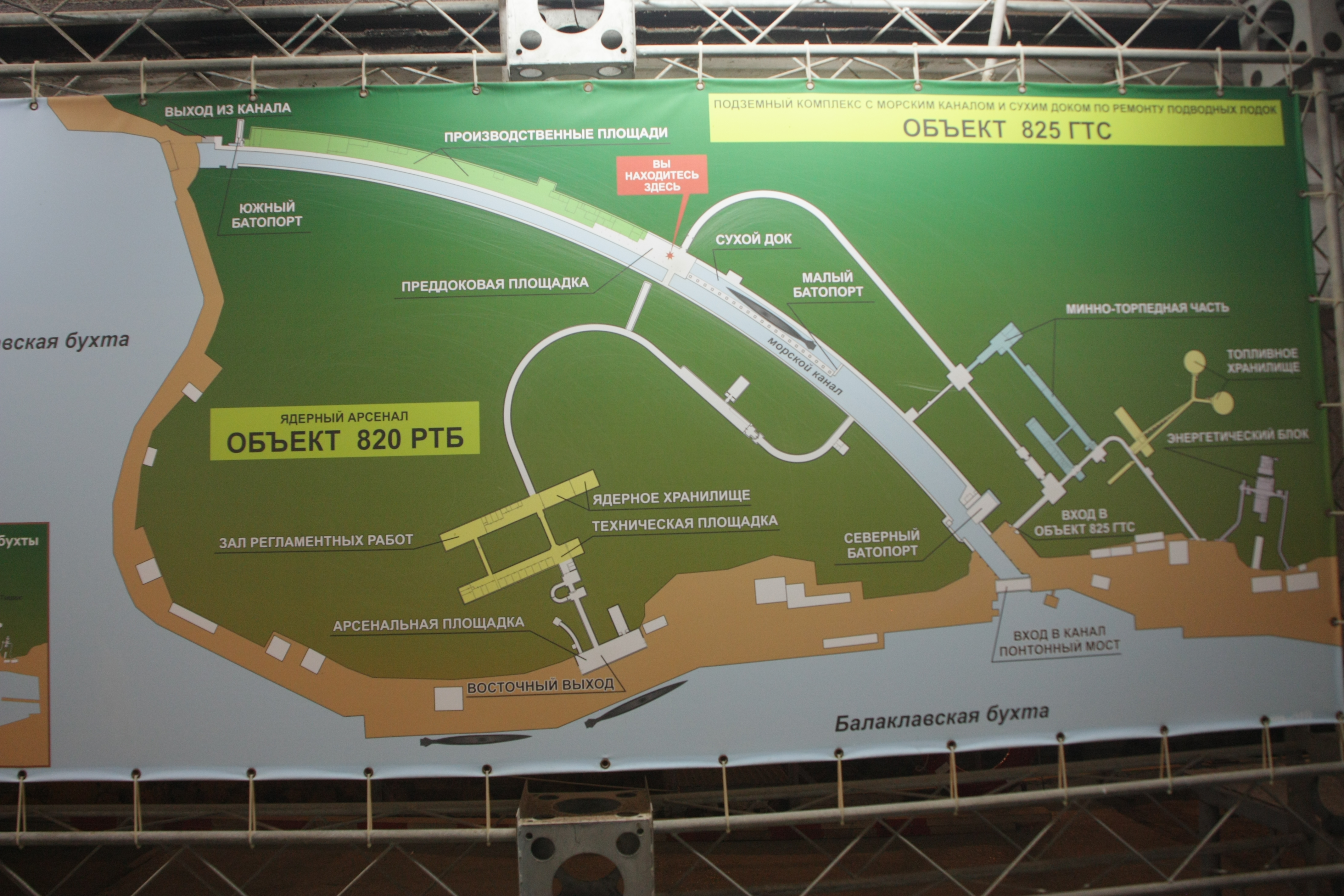
Plan de la base.
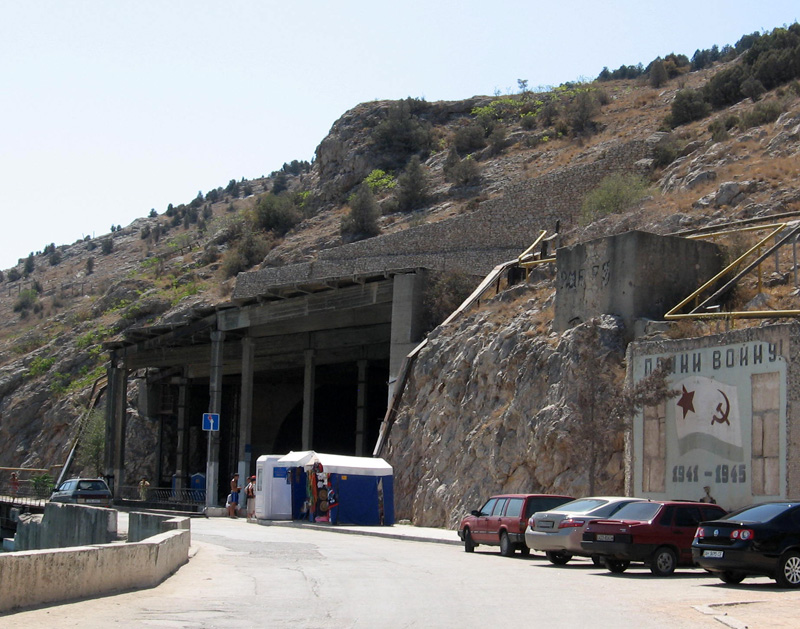
Entrée par la terre.
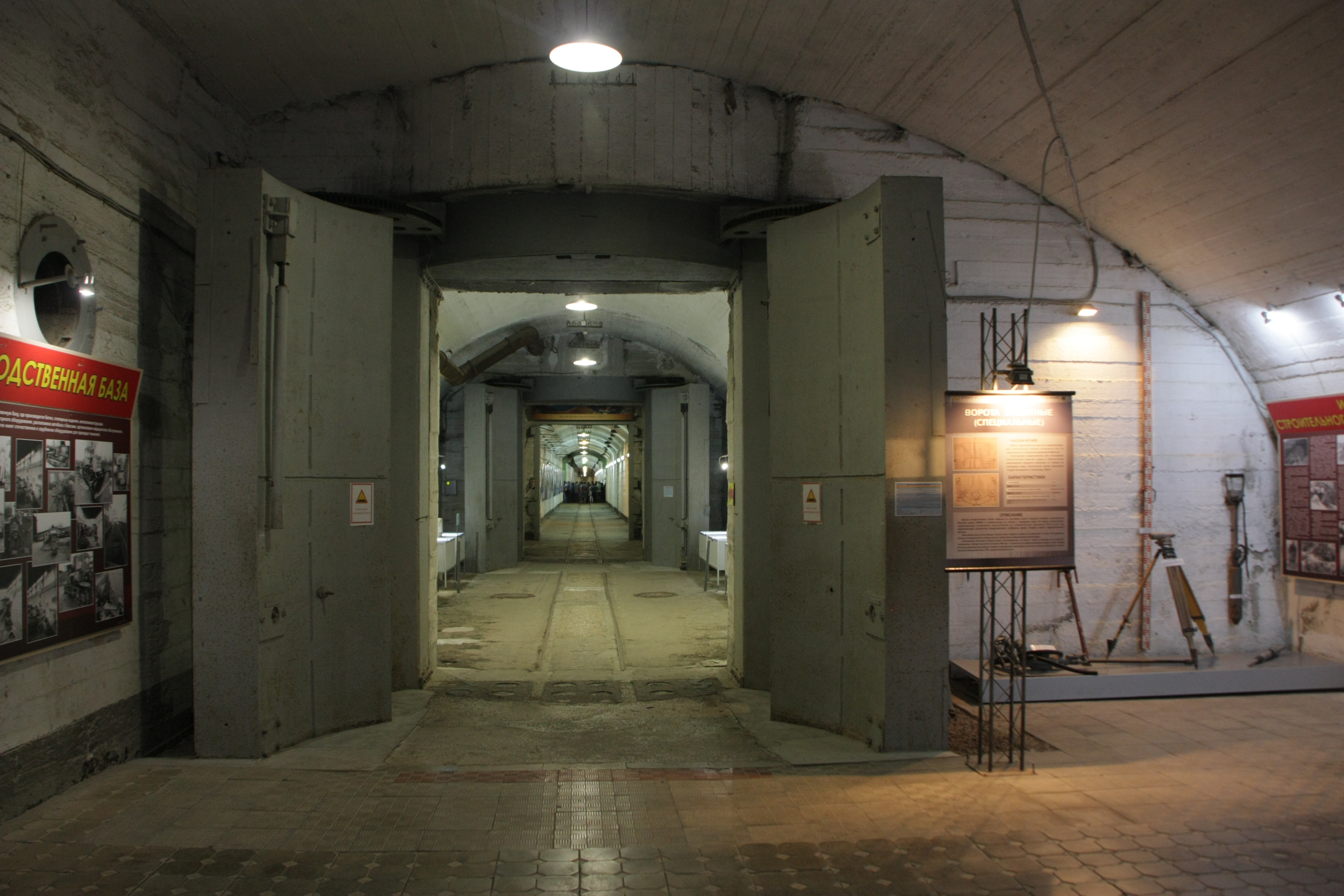
Portes intérieure.
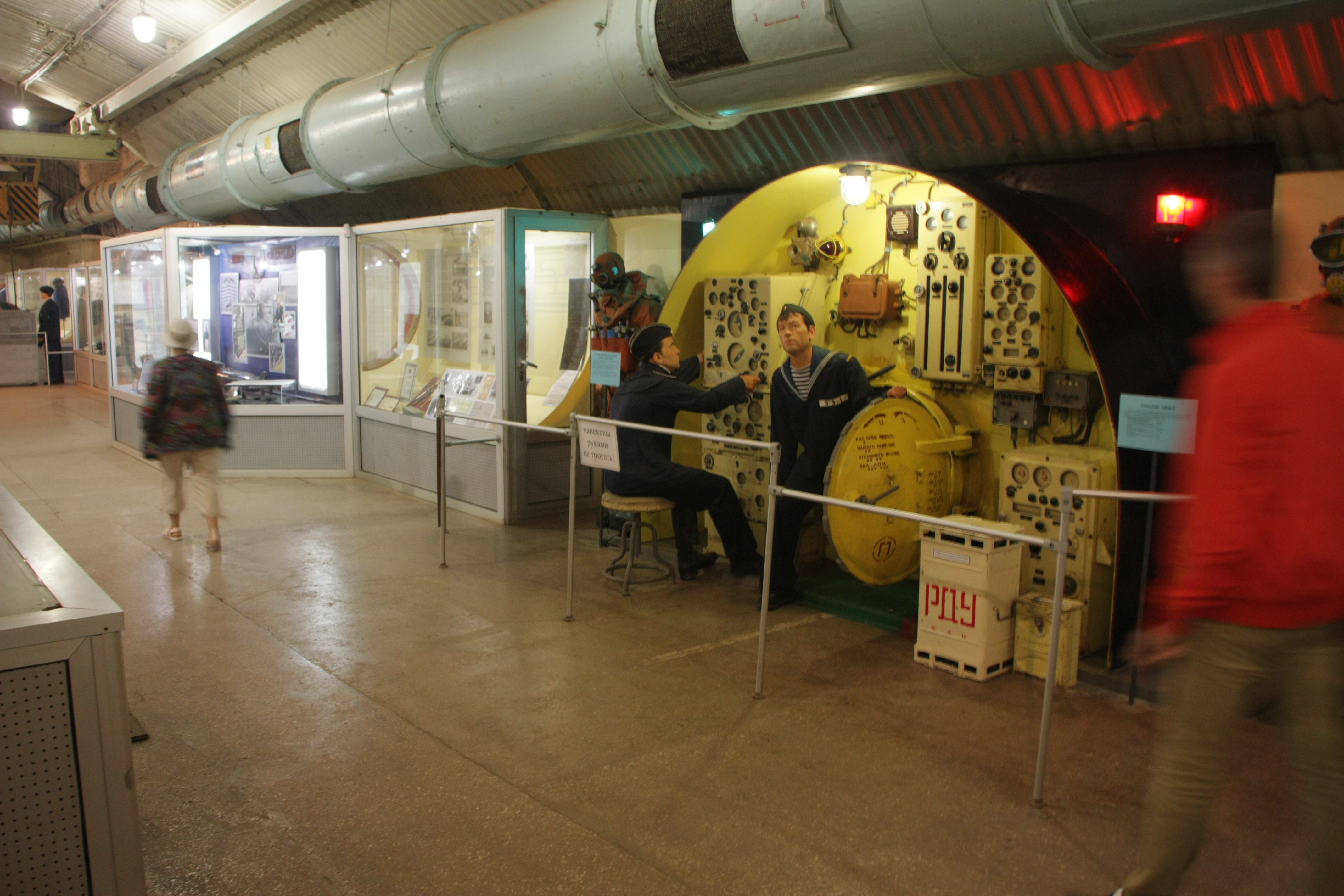
Salles du
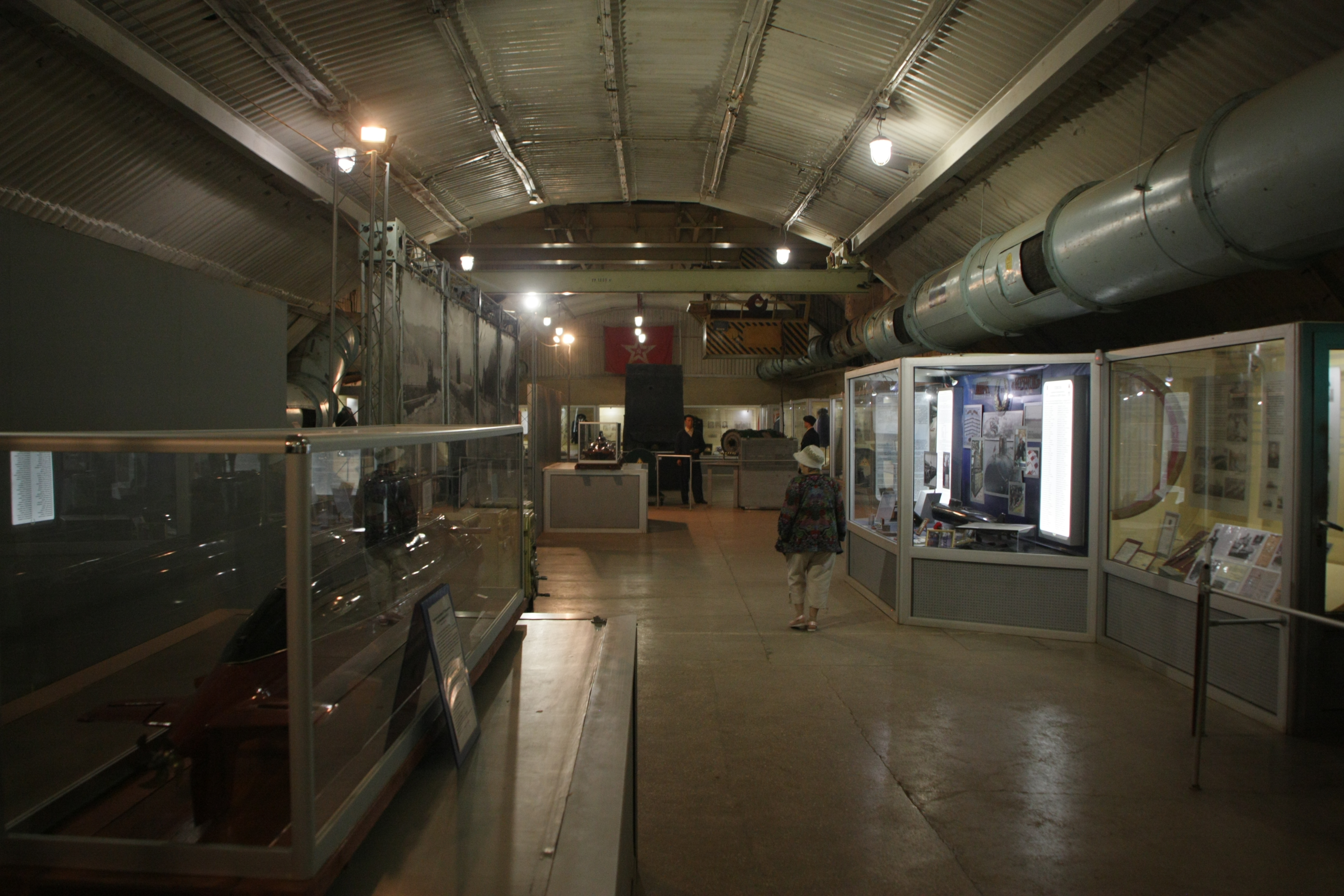
musée.
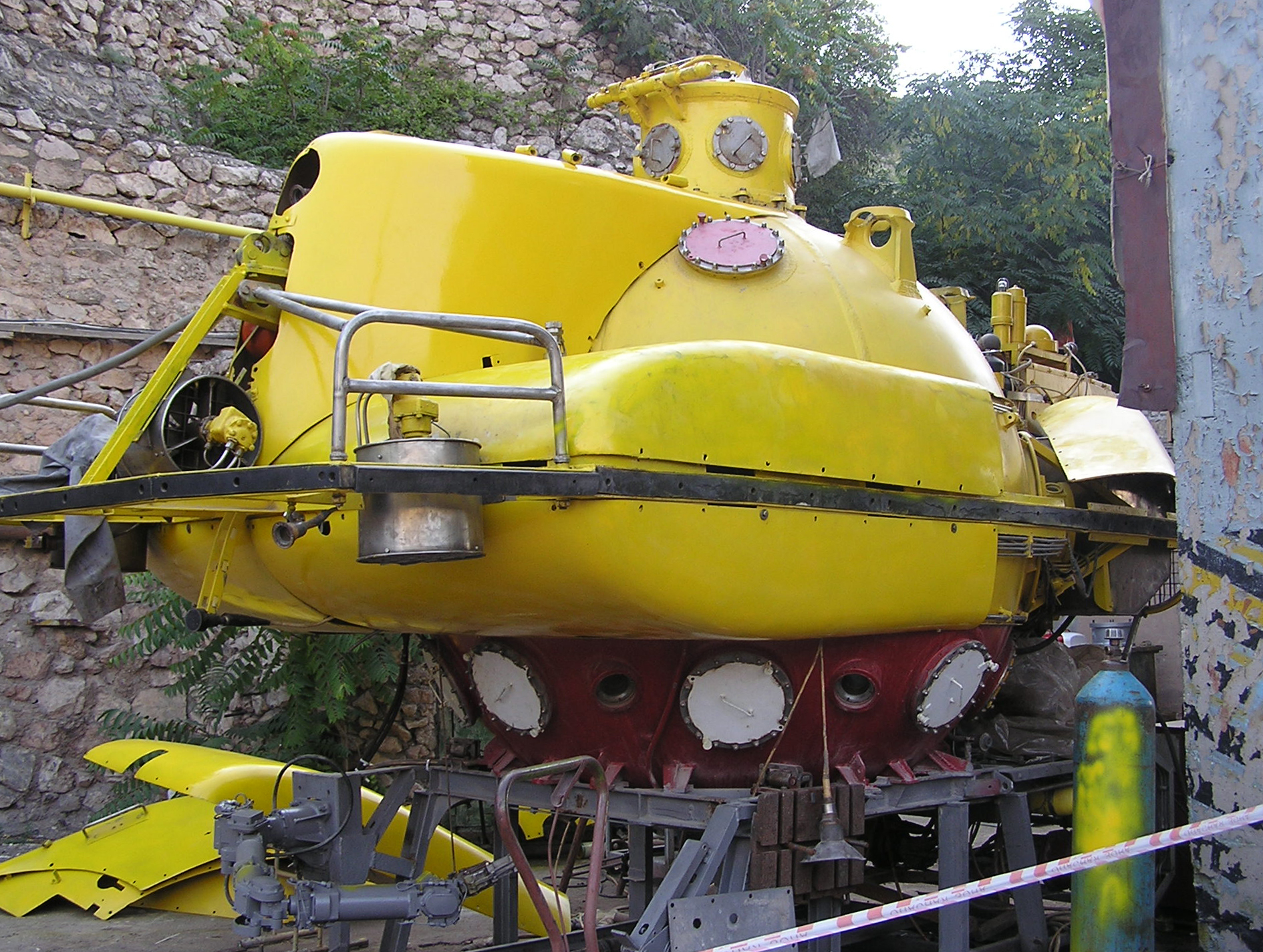
Bathyscaphe.
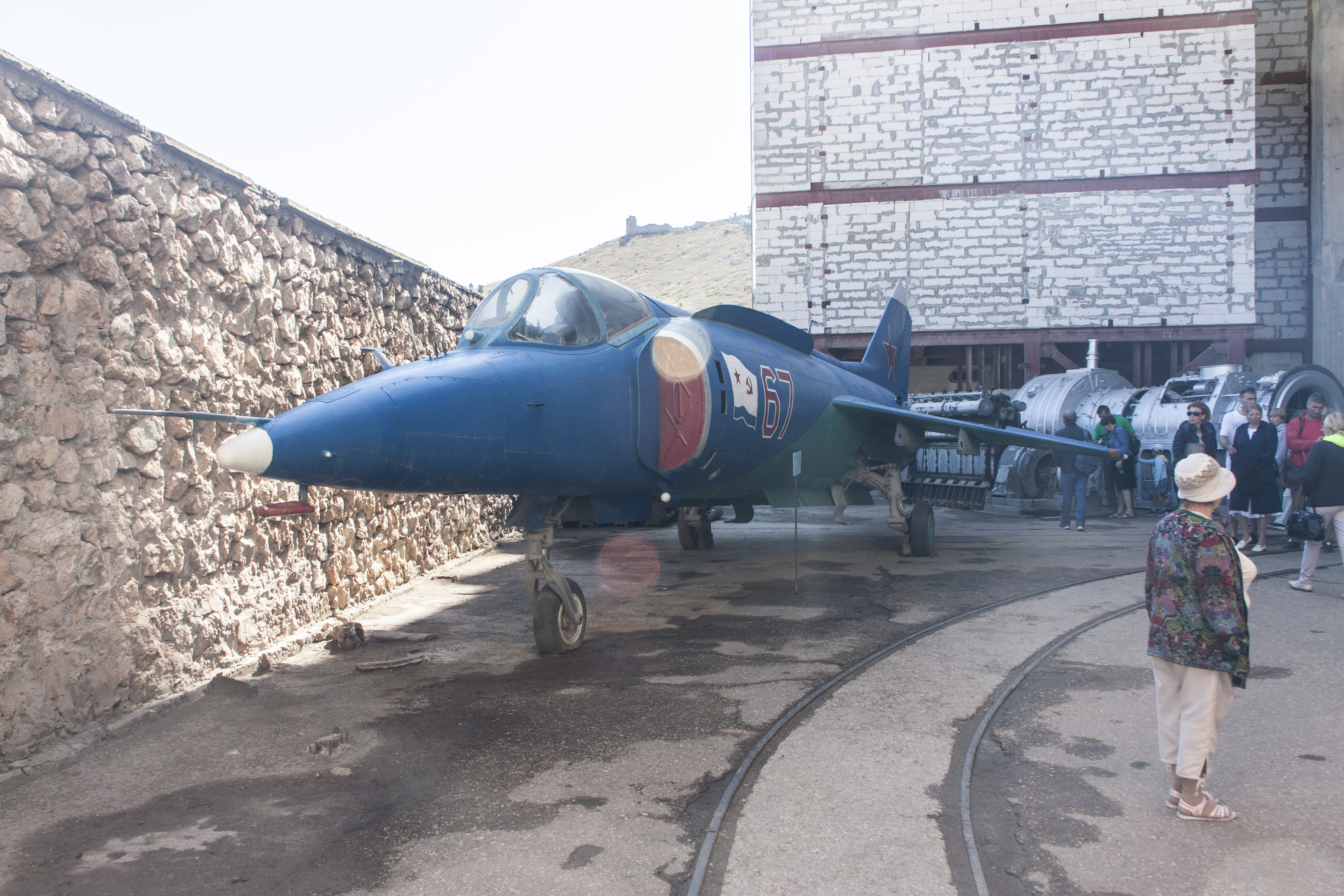